# ウルマス・ローバ
ウルマス・ローバ（Urmas Rooba、1978年7月8日 - ）は、旧ソビエト連邦、エストニア、イェルヴァ県出身の元サッカー選手。現役時代のポジションはDF。

## 所属クラブ
ユースチーム
- テルヴィス・パルヌ

シニアチーム
- テルヴィス・パルヌ 1995
- フローラ・タリン 1996-2000
- ミッティランド 2000-2002
- コペンハーゲン 2002-2006
- ヴェイレBK 2006-2007
- TPSトゥルク 2007-2008
- フローラ・タリン 2009

→  FFヤロ 2009 (Loan)
- パイデ・リナメースコンド 2010-2014

## 代表
- エストニア代表 1996-2008

70試合出場1ゴール